# Guadix (Comarca)
Die Comarca de Guadix ist eine der 10 Comarcas in der Provinz Granada.
Die im Nordosten der Provinz gelegene Comarca umfasst 26 Gemeinden mit einer Fläche von 1.694,05 km².

## Lage
|                 | Los Montes                                  |                 |
| Vega de Granada | Kompassrose, die auf Nachbargemeinden zeigt | Baza            |
|                 | Alpujarra Granadina                         | Provinz Almería |

## Gemeinden
| Gemeinde             | Einwohner (2024) | Fläche km² | Dichte Einw./km² | Cod INE | Postleitzahl                             |
| -------------------- | ---------------- | ---------- | ---------------- | ------- | ---------------------------------------- |
| Albuñán              | 422              | 8,53       | 49               | 18005   | 18518                                    |
| Aldeire              | 592              | 70,07      | 8                | 18010   | 18514                                    |
| Alquife              | 557              | 12,19      | 46               | 18018   | 18518                                    |
| Beas de Guadix       | 316              | 16,24      | 19               | 18025   | 18516                                    |
| Benalúa              | 3.339            | 8,69       | 384              | 18027   | 18510                                    |
| La Calahorra         | 681              | 39,45      | 17               | 18114   | 18512                                    |
| Cogollos de Guadix   | 639              | 30,26      | 21               | 18049   | 18518                                    |
| Cortes y Graena      | 966              | 22,45      | 43               | 18054   | 18517                                    |
| Darro                | 1.695            | 50,65      | 33               | 18063   | 18181                                    |
| Diezma               | 810              | 42,09      | 19               | 18067   | 18180, 18181                             |
| Dólar                | 606              | 78,59      | 8                | 18069   | 18512                                    |
| Ferreira             | 303              | 43,58      | 7                | 18074   | 18513                                    |
| Fonelas              | 964              | 96,41      | 10               | 18076   | 18515                                    |
| Gor                  | 744              | 181,03     | 4                | 18085   | 18860, 18870                             |
| Gorafe               | 373              | 77,05      | 5                | 18086   | 18890                                    |
| Guadix               | 18.725           | 324,26     | 58               | 18089   | 18500, 18515, 18519, 18860, 18870, 18880 |
| Huélago              | 358              | 32,58      | 11               | 18096   | 18540                                    |
| Huéneja              | 1.177            | 116,74     | 10               | 18097   | 18512                                    |
| Jérez del Marquesado | 990              | 82,75      | 12               | 18108   | 18518                                    |
| Lanteira             | 543              | 52,78      | 10               | 18117   | 18518                                    |
| Lugros               | 308              | 63,28      | 5                | 18123   | 18516                                    |
| Marchal              | 425              | 7,84       | 54               | 18128   | 18516                                    |
| La Peza              | 1.107            | 101,29     | 11               | 18154   | 18181, 18517                             |
| Polícar              | 266              | 5,38       | 49               | 18161   | 18516                                    |
| Purullena            | 2.338            | 21,19      | 110              | 18167   | 18515, 18519                             |
| Valle del Zalabí     | 2.122            | 108,68     | 20               | 18907   | 18511                                    |
| Comarca Guadix       | 41.366           | 1.694,05   | 24               | –       | –                                        |

1. ↑  Instituto Nacional de Estadística Municipal Register of Spain